# Eugeniusz Kriegelewicz
Eugeniusz Kriegelewicz (ur. 1916, zm. 28 maja 1990) – polski duchowny, biskup i członek kolegium zarządzającego Kościoła Polskokatolickiego w RP w latach 1951-1957, działacz Polskiego Towarzystwa Religioznawczego.

## Życiorys
Eugeniusz Kriegelewicz vel Eugeniusz Alfons Kriegel był w młodości franciszkaninem konwentualnym. W zakonie nosił imię Anioł. Święcenia kapłańskie przyjął w 1942 roku z rąk kardynała Adama Stefana Sapiehy. W latach 1945–1946 uczestniczył w organizacji struktur Kościoła rzymskokatolickiego na Pomorzu Zachodnim. Był pierwszym powojennym proboszczem parafii Wniebowzięcia Najświętszej Maryi Panny w Dąbiu. Wdał się w zatarg z infułatem Edmundem Nowickim, gdyż jako misjonarz odmówił podporządkowania się jurysdykcji administratury apostolskiej kamieńskiej, lubuskiej i prałatury pilskiej. W 1946 roku wystąpił z Kościoła katolickiego i przeszedł do Polskiego Narodowego Kościoła Katolickiego.
Jako kapłan PNKK był proboszczem parafii Zmartwychwstania Pańskiego w Krakowie, administratorem parafii w Nowym Wiśniczu oraz redaktorem naczelnym czasopisma Posłannictwo. W 1951 roku uczestniczył aktywnie w procesie przekształcania diecezji polskiej Polskiego Narodowego Kościoła Katolickiego w autokefaliczny Kościół Polskokatolicki. W latach 1951–1952 przewodniczył Tymczasowemu Komitetu Rządzącemu Kościoła.
Na ogólnopolskim zjeździe duchowieństwa Kościoła Narodowego, który odbył się 24 lipca 1952 roku w Warszawie, został wybrany jednym z dwóch biskupów Kościoła Polskokatolickiego. Jego elekcja została potwierdzona na III Synodzie Ogólnopolskim Kościoła Polskokatolickiego, który odbył się w Warszawie w dniach 8-11 grudnia 1952. Sakrę biskupią przyjął wraz z Julianem Pękalą po zakończeniu obrad synodalnych w katedrze Świętego Ducha w Warszawie. Jego głównym konsekratorem był biskup mariawicki Maria Jakub Próchniewski.
W 1956 roku Eugeniusz Kriegelewicz ustąpił z pełnionych funkcji kościelnych. W 1957 roku wystąpił z Kościoła Polskokatolickiego. Porzucił stan kapłański. Przyjął poglądy racjonalistyczne, a z czasem został ateistą. Jako osoba świecka zajmował się przez resztę życia pracą naukową i pisarską. Był wykładowcą akademickim (m.in. Wyższej Szkoły Pedagogicznej w Kielcach) i członkiem Polskiego Towarzystwa Religioznawczego.
Pod koniec życia Eugeniusz Kriegelewicz nawrócił się ponownie na chrześcijaństwo. Zmarł jako katolik. Pochowany został na cmentarzu parafialnym w Skolimowie.

## Publikacje
- Etyka katolicka w świetle teologii moralnej (1958)
- Humanizm i kultura świecka (1958)
- Światopogla̜d katolicki a nauka (1959)
- Z zagadnień laicyzacji obyczajów (1961)
- Prelegent, przemówienie: poradnik metodyczny (1967)
- Wprowadzenie do przedmiotu religionznawstwa (1977)
- Wybrane zagadnienia z historii porównawczej religii świata (1987)